# Colonia Jardín (stanice metra v Madridu)
Colonia Jardín (plným názvem španělsky Estación de Colonia Jardín; doslovně přeloženo jako „zahradní kolonie“) je stanice metra a lehkého metra v Madridu. Nachází se poblíž křižovatky ulice Sanchidrián se silnicí z Carabanchelu do Aravaky španělsky Carretera de Carabanchel a Aravaca v městském obvodu Latina. Stanice je přestupní mezi linkou metra 10 a linkami lehkého metra (tramvaje) ML-2 a ML-3, které zde končí. Stanice se nachází v tarifním pásmu A a je bezbariérově přístupná.

## Historie
Stanice byla otevřena 22. října 2002 během rozšíření linky 10 z centra Madridu jižním směrem.
 Stanice byla konečnou až do 11. dubna 2003, kdy se linka 10 prodloužila do stanice Puerta del Sur v Alcorcónu a napojila tak vzniknuvší systém Metrosur (linka 12).
Konečně 27. července 2007 byla otevřena společná stanice linek lehkého metra (tramvaje) ML-2 a ML-3, které propojily příměstské oblasti měst Boadilla del Monte, Alcorcón a Pozuelo de Alarcón. V létě roku 2014 se kvůli modernizaci úseku Colonia Jardín – Puerta del Sur stanice stala nakrátko konečnou.

## Popis
Stanice je uspořádána ve dvou úrovních – v hlubší úrovni leží stanice metra (přibližně v západo-východním směru) a v mělčí (částečně povrchové) úrovni se kolmo nachází stanice lehkého metra, oddělená turnikety. Společně se stanicí Metropolitano je to jediná stanice madridského metra, ve které cestující nemohou změnit směr jízdy, aniž by neopustili placený přepravní prostor. Možnost bezplatného průchodu turnikety je možná pouze s přivoláním obsluhy. Stanice lehkého metra je uspořádaná jako hlavová s možností obratu přes severní zhlaví.

## Provoz
Stanice slouží také jako zastávka pro mnohé městské a příměstské autobusy a díky tomu se jedná o významný přestupní uzel. Ve stanici jsou vydávány průkazky TTP.

## Fotogalerie

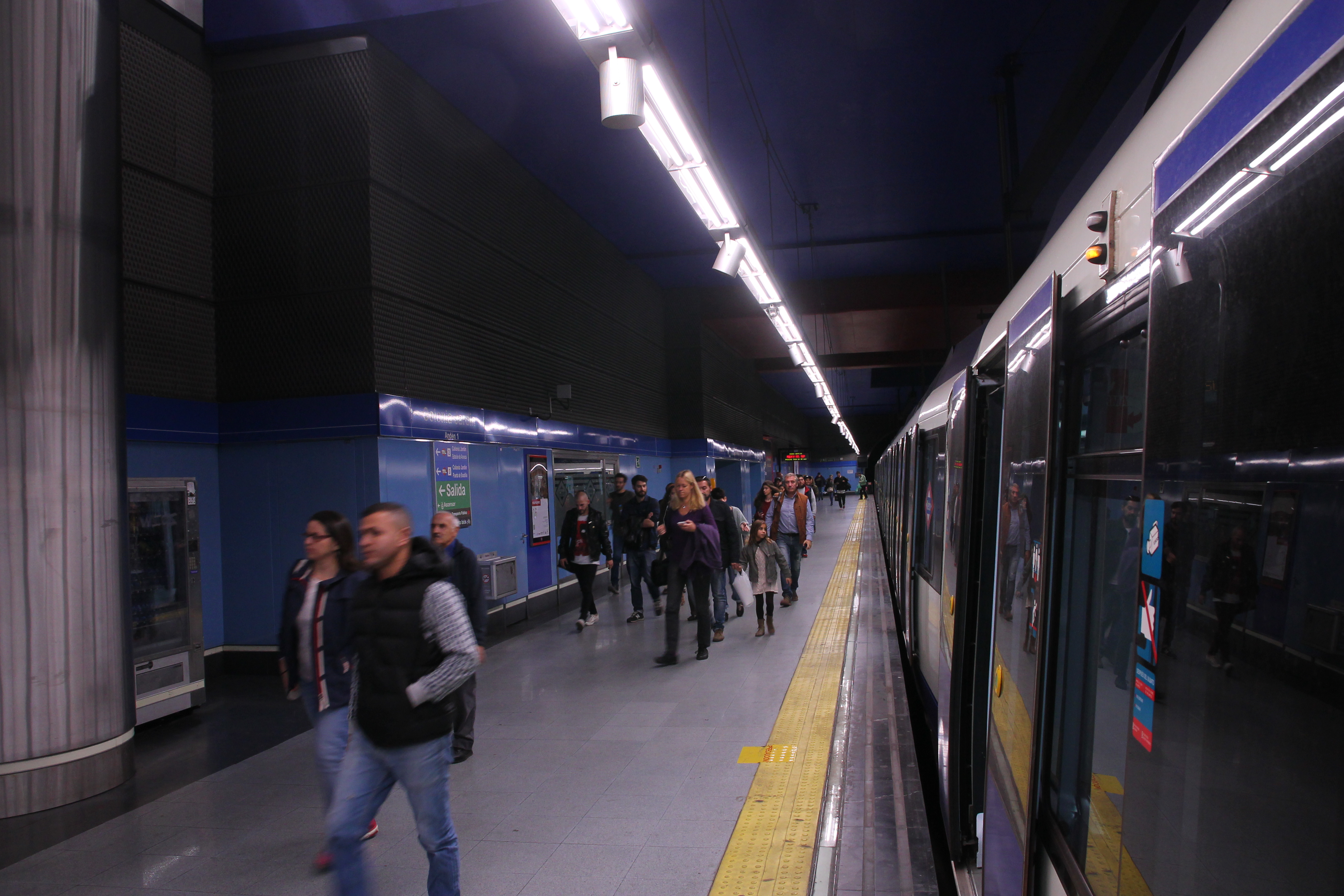
Nástupiště linky 10
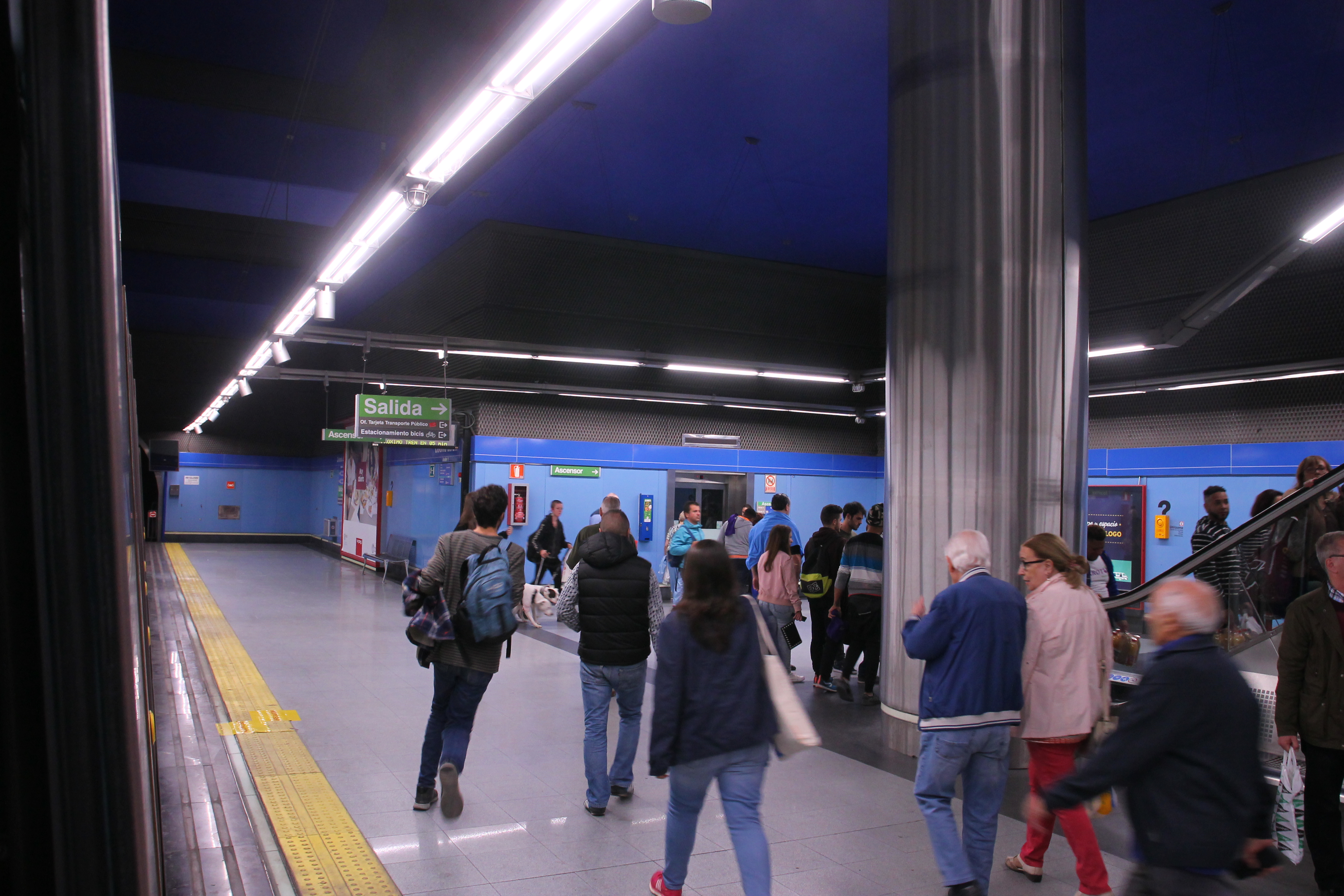
Nástupiště linky 10
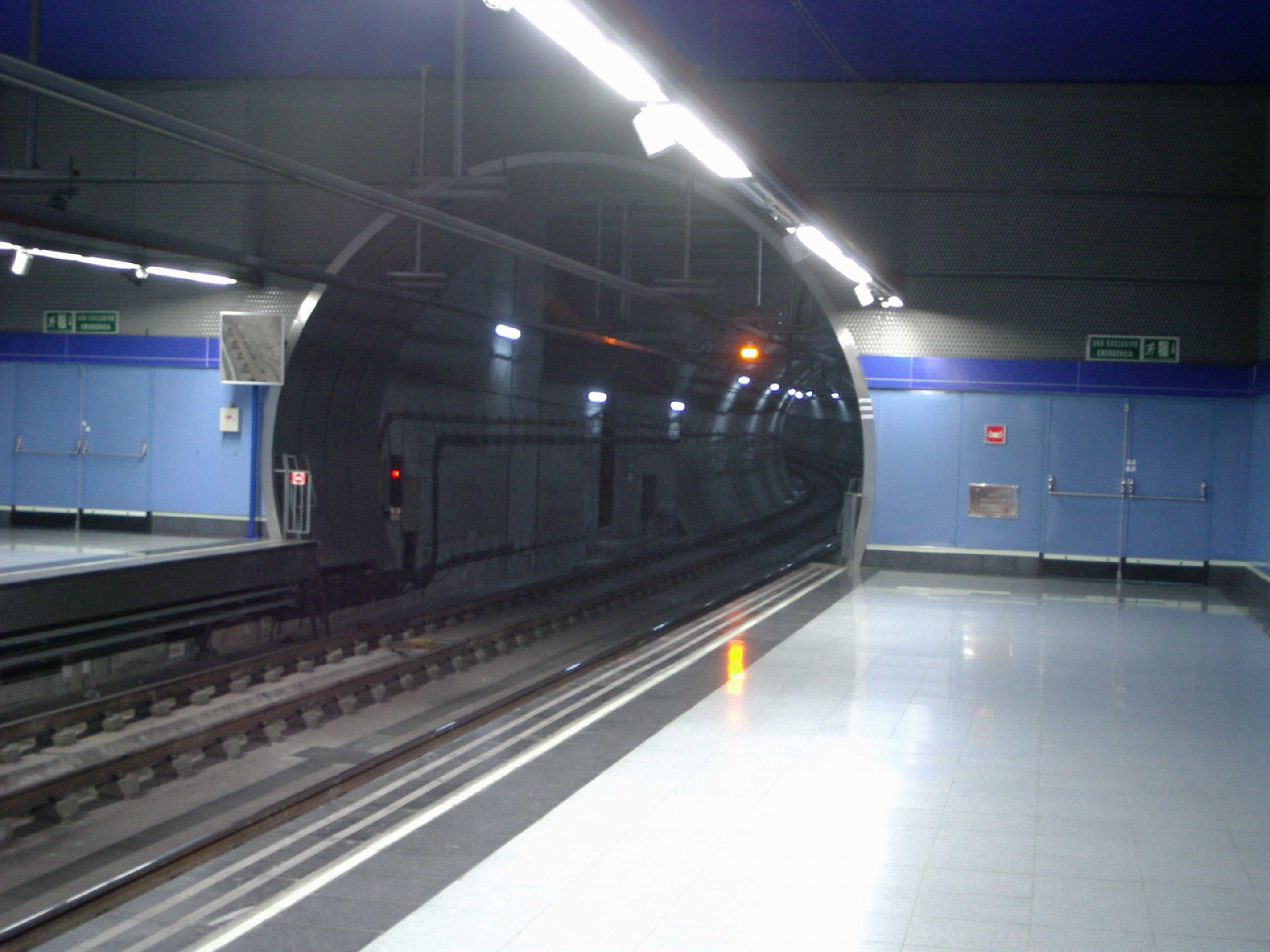
Tunel linky 10
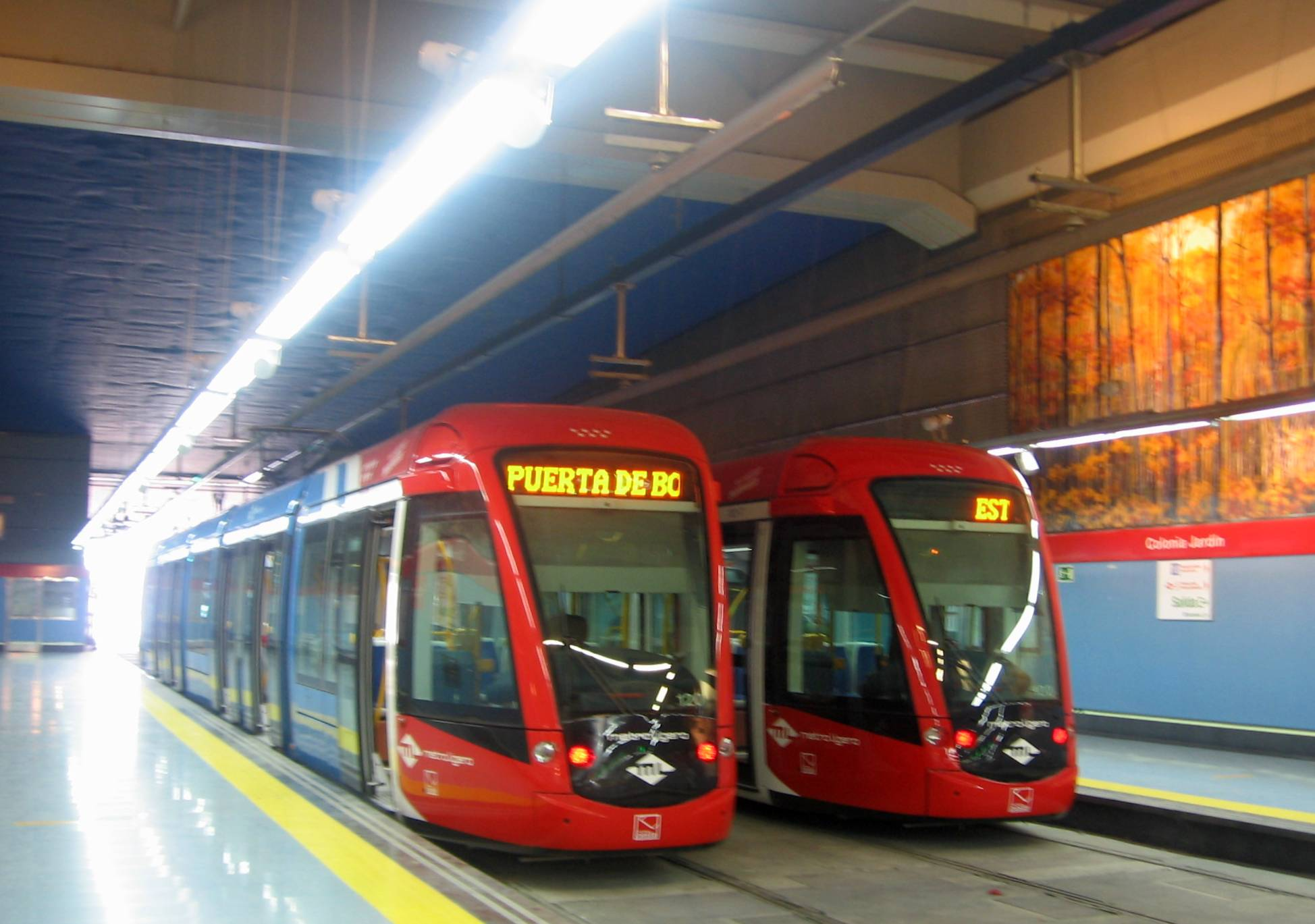
Tramvaje Citadis ve stanici
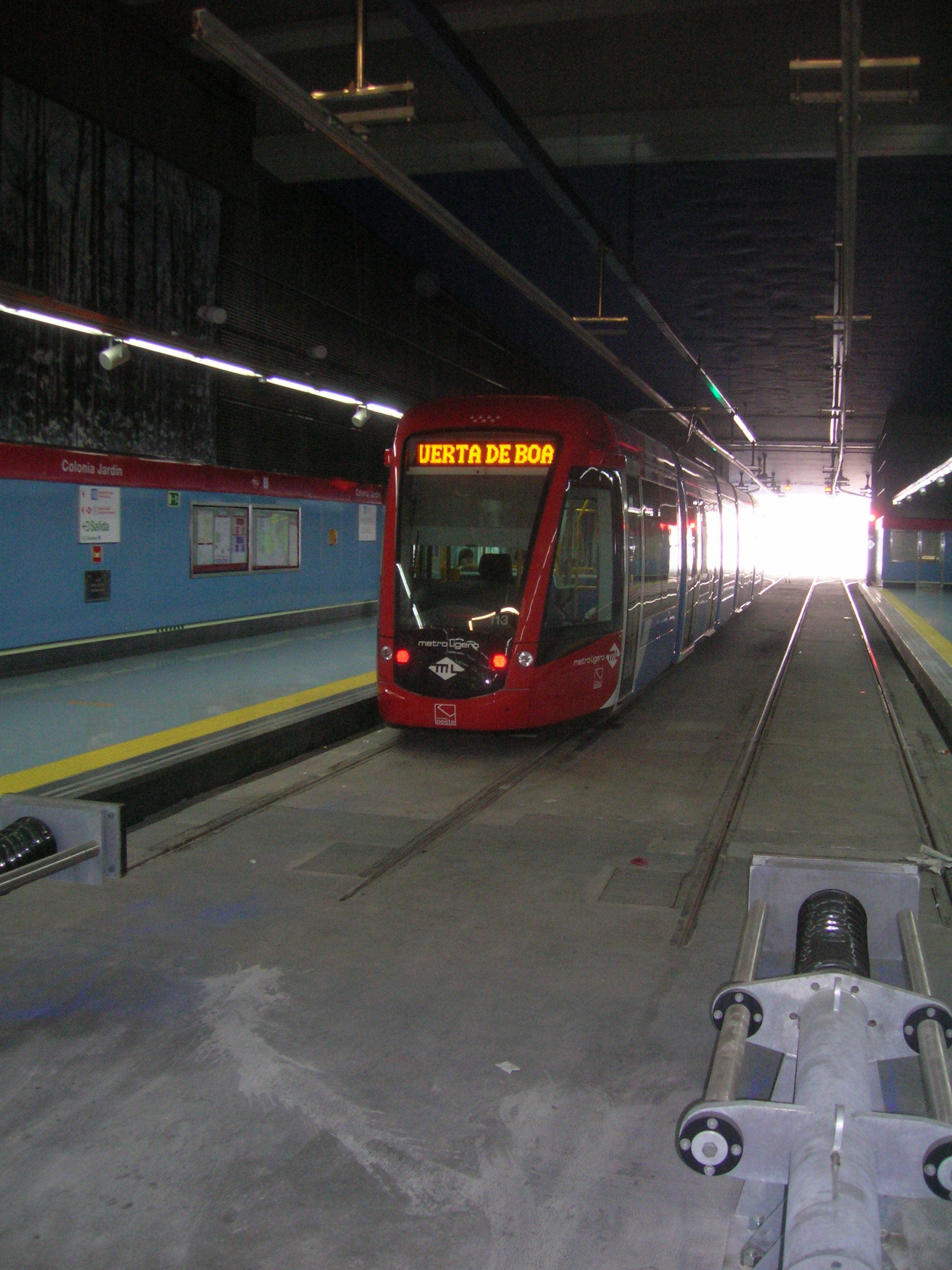
Nástupiště lehkého metra
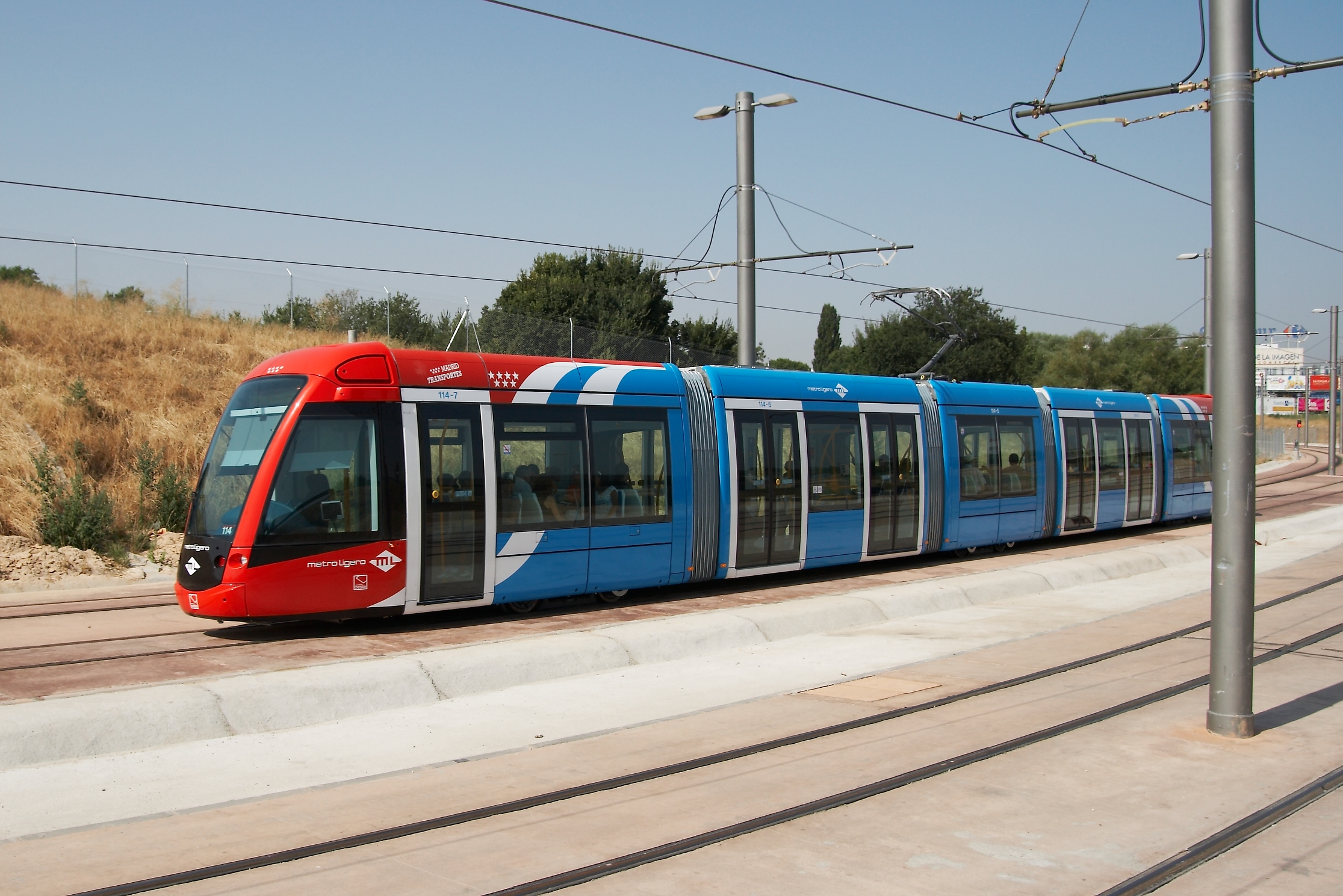
Tramvaj přijíždějící do stanice
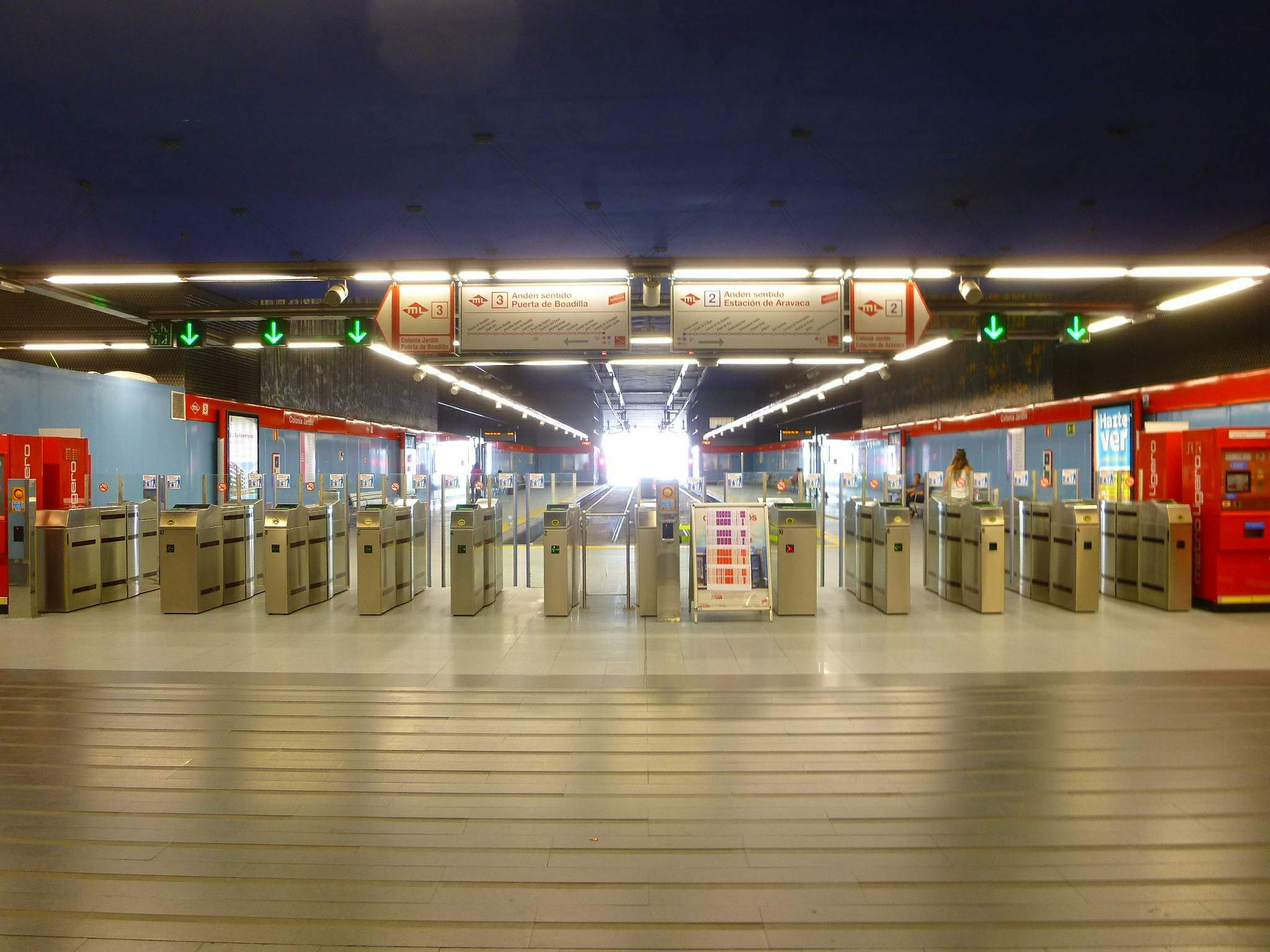
Turnikety oddělující stanici lehkého metra